# Ibn al-Iflili
Abu-l-Qàssim Ibrahim ibn Muhàmmad ibn Zakariyyà az-Zuhrí, més conegut com a Ibn al-Iflilí o, simplement, al-Iflilí, fou un filòleg, mestre i home de lletres cordovès descendent d'una família d'Iflil, a Síria. Fou un notable coneixedor de la poesia i la gramàtica àrabs. Va morir a Còrdova el 8 d'abril de 1050.